# Pasarpelawan
Pasarpelawan is een bestuurslaag in het regentschap Sarolangun van de provincie Jambi, Indonesië. Pasarpelawan telt 2474 inwoners (volkstelling 2010).